# Kristian Vesalainen
Kristian Vesalainen (* 1. Juni 1999 in Helsinki) ist ein finnischer Eishockeyspieler, der seit November 2022 erneut beim Helsingfors IFK aus der finnischen Liiga unter Vertrag steht. Der linke Flügelstürmer wurde im NHL Entry Draft 2017 an 24. Position von den Winnipeg Jets ausgewählt und feierte zuvor bereits die Schwedische Meisterschaft mit dem Frölunda HC (2016) sowie die Finnische Meisterschaft mit Oulun Kärpät (2018). Darüber hinaus gewann er die mit der finnischen U18-Nationalmannschaft die Goldmedaille bei der U18-Weltmeisterschaft 2018.

## Karriere
Kristian Vesalainen begann seine Karriere in der Nachwuchsabteilung des Helsingfors IFK in seiner Heimatstadt, für die er bis zur Saison 2014/15 auflief. Anschließend wechselte er nach Göteborg zum Frölunda HC, bei dem er vorerst bei der U20 in der J20 SuperElit eingesetzt wurde, der höchsten Nachwuchsspielklasse Schwedens. Im Laufe der Saison debütierte der Flügelstürmer jedoch auch im Profibereich, bestritt 24 Partien in der Svenska Hockeyligan (SHL) und feierte mit dem Team am Ende der Spielzeit die schwedische Meisterschaft. Darüber hinaus wurde er wenig später im KHL Junior Draft 2016 an 19. Stelle vom SKA Sankt Petersburg berücksichtigt. Im selben Jahr zogen ihn die Flint Firebirds beim CHL Import Draft in der zweiten Runde an insgesamt 68. Position. Er blieb jedoch in Schweden.
In der Saison 2016/17 folgte der Gewinn der Champions Hockey League mit Frölunda, während Vesalainen zudem neun Partien auf Leihbasis bei Hämeenlinnan Pallokerho (HPK) in der Liiga absolvierte, der höchsten Profiliga seiner finnischen Heimat. In der Folge wurde er auch im NHL Entry Draft 2017 an 24. Position von den Winnipeg Jets ausgewählt und kehrte anschließend nach Finnland zurück, um dort fortan fest im Kader von HPK zu stehen. Im Februar 2018 wurde er innerhalb der Liga an Oulun Kärpät verliehen, bevor er mit der Mannschaft wenig später auch die Finnische Meisterschaft gewann. Insgesamt überzeugte er in der regulären Saison 2017/18 mit 44 Scorerpunkten aus 49 Spielen.
In der Folge statteten ihn die Winnipeg Jets im August 2018 mit einem Einstiegsvertrag aus, bei denen er schließlich auch die Spielzeit 2018/19 begann und somit in der National Hockey League (NHL) debütierte. Nach fünf Spielen wurde der Angreifer jedoch an das Farmteam der Jets in die American Hockey League (AHL) abgegeben, die Manitoba Moose, bevor er wenig später in seine Heimatstadt Helsinki zurückkehrte, indem er an die Jokerit verliehen wurde. Mit diesen nahm er am Spielbetrieb der Kontinentalen Hockey-Liga (KHL) teil und wurde dort im Dezember 2018 als Rookie des Monats geehrt. Das Ende der Saison verbrachte der Finne wieder im Kader der Moose in der AHL, ebenso wie die gesamte Spielzeit 2019/20. Zur Off-Season im Herbst 2020 schloss sich der Angreifer erneut leihweise HPK in der finnischen Heimat an.
In der Saison 2021/22 kam er erstmal mit 53 Einsätzen überwiegend in der NHL zum Einsatz, entschloss sich jedoch anschließend dennoch, fest nach Europa zurückzukehren, indem er einen Vertrag bei den Malmö Redhawks aus der Svenska Hockeyligan unterzeichnete. Er verließ den Klub jedoch bereits im November 2022 nach 15 Einsätzen und kehrte zu seinem Stammverein Helsingfors IFK in die Liiga zurück.

### International
Erste internationale Erfahrung sammelte Vesalainen im Rahmen der World U-17 Hockey Challenge 2014 im November, ehe wenig später der Gewinn der Bronzemedaille beim Europäischen Olympischen Winter-Jugendfestival 2015 folgte. Anschließend nahm er mit dem finnischen Nachwuchs am Ivan Hlinka Memorial Tournament 2015 sowie an der World U-17 Hockey Challenge 2015 teil, bevor er mit der U18-Nationalmannschaft die Goldmedaille bei der U18-Weltmeisterschaft 2016 errang. Auch bei der U18-WM im Folgejahr war er Teil des finnischen Teams und dominierte das Turnier als bester Torschütze (6) und bester Scorer (13), sodass er als wertvollster Spieler und bester Stürmer ausgezeichnet sowie ins All-Star-Team gewählt wurde. Im Endspiel unterlag man jedoch den Vereinigten Staaten mit 2:4, verpasste somit die Titelverteidigung und erhielt die Silbermedaille. Für die U20-Nationalmannschaft seines Heimatlandes gab der Flügelstürmer im Rahmen der U20-Weltmeisterschaft 2017 sein Debüt, wobei er mit dem Team ebenso wie im Folgejahr die Medaillenränge verpasste.

## Erfolge und Auszeichnungen
- 2016 Schwedischer Meister mit dem Frölunda HC
- 2017 Champions-Hockey-League-Gewinn mit dem Frölunda HC
- 2018 Finnischer Meister mit Oulun Kärpät
- 2018 KHL-Rookie des Monats Dezember

### International
| - 2015 Bronzemedaille beim Europäischen Olympischen Winter-Jugendfestival - 2016 Goldmedaille bei der U18-Weltmeisterschaft - 2017 Silbermedaille bei der U18-Weltmeisterschaft | - 2017 Wertvollster Spieler der U18-Weltmeisterschaft - 2017 Bester Stürmer der U18-Weltmeisterschaft - 2017 All-Star-Team der U18-Weltmeisterschaft |

## Karrierestatistik
Stand: Ende der Saison 2023/24

### International
Vertrat Finnland bei:
| - World U-17 Hockey Challenge 2014 im November - Europäisches Olympisches Winter-Jugendfestival 2015 - Ivan Hlinka Memorial Tournament 2015 - World U-17 Hockey Challenge 2015 | - U18-Weltmeisterschaft 2016 - U20-Weltmeisterschaft 2017 - U18-Weltmeisterschaft 2017 - U20-Weltmeisterschaft 2018 |

(Legende zur Spielerstatistik: Sp oder GP = absolvierte Spiele; T oder G = erzielte Tore; V oder A = erzielte Assists; Pkt oder Pts = erzielte Scorerpunkte; SM oder PIM = erhaltene Strafminuten; +/− = Plus/Minus-Bilanz; PP = erzielte Überzahltore; SH = erzielte Unterzahltore; GW = erzielte Siegtore; 1 Play-downs/Relegation; Kursiv: Statistik nicht vollständig)